# Шуляк, Любовь Митрофановна
Любо́вь Митрофа́новна Шуля́к (9 октября 1896, Санкт-Петербург — 2 декабря 1996, Новгород) — русский архитектор-реставратор, одна из создателей новгородской школы реставрации, участница послевоенного возрождения городского ансамбля Великого Новгорода, поэтесса.
Почётный гражданин города Новгорода (1987). Лауреат Государственной премии Российской Федерации (посмертно, 1996).

## Биография
Родилась в Петербурге в многодетной семье военного врача и действительного статского советника Митрофана Яковлевича Шуляка и Елены Петровны Шатько, дочери киевского педагога Петра Тимофеевича Шатько. Крёстными были Олимпиада Карловна Гайчук-Шатько, мама Елены Петровны, и Михаил Степанович Воронин, тесть дяди Павла Петровича Шатько. Детство провела в Киеве и Екатеринославе.
В 1927 году окончила Высшие женские архитектурные курсы, вошедшие в состав Архитектурного института академии художеств. Одновременно училась на археологическом отделении факультета общественных наук Ленинградского университета.
С 1920 по 1931 год — научный сотрудник отдела древнерусского зодчества Государственной академии истории материальной культуры под руководством Константина Романова. Участвовала в экспедициях по выявлению и обследованию памятников архитектуры Архангельской, Псковской, Новгородской, Ленинградской губерний и Среднего Поволжья. Работала с Дмитрием Айналовым, Игорем Грабарем и др.
С 1938 года работала районным архитектором и научным сотрудником в отделе Государственной охраны памятников в Ленинграде. С начала войны оставалась в осаждённом городе, где участвовала в подготовке к эвакуации Эрмитажа, статуй Летнего сада и других памятников. Голодала, с тяжёлой формой дистрофии была госпитализирована.
12 марта 1942 года выслана из Ленинграда по ложному обвинению. Жила в Ухте, Сургуте до окончания войны. Реабилитирована спустя 15 лет.
В мае 1946 года по приглашению С. Н. Давыдова приехала в Новгород для работы в созданной им первой в СССР Специальной научно-производственной реставрационной мастерской (СНПРМ). Принимала активное участие в восстановлении города, работала старшим архитектором.
В 1950 году после вынужденного отъезда из Новгорода С. Н. Давыдова, В. Н. Захаровой осталась единственным архитектором реставрационных мастерских. В ходе реставрации основных памятников городской архитектуры подготовила учеников, которые во многом превзошли её: Л. Е. Красноречьев, Г. М. Штендер, Т. В. Гладенко. Все восстановленные памятники вошли в список объектов Всемирного наследия ЮНЕСКО.

## Список работ

### В Новгороде
- 1946—1947 — Церковь Спаса на Нередице. Раскопки, сбор фрагментов фресок и консервация.
- 1947—1949 — Церковь Димитрия Солунского. Полная реставрация купола и фасадов.
- 1950—1961 — Церковь Спаса Преображения на Ильине улице. Реставрация храма с сохранением щипцовой восьмискатной кровли.
- 1952 — Церковь Иоанна Богослова на Витке. Реставрация в первоначальных формах.
- 1951—1955 — Церковь Феодора Стратилата на Ручью. Реставрация с раскрытием трёхлопастного завершения и первоначального декора. С участием Л. Е. Красноречьева.
- 1954—1956 — Церковь Николы на Липне. Капитальная реставрация.
- 1955—1958 — Церковь Петра и Павла в Кожевниках. Вместе с Г. М. Штендером.
- Церковь Покрова Зверина монастыря. Реставрация фасадов.
- 1975—1982 — Церковь Рождества Христова на Красном поле. Реставрация с раскрытием первоначальных фасадов.

### В Старой Руссе
- 1960—1961 — Церковь Николая Чудотворца. Первоначальные работы проводил Красноречьев. После Шуляк — Т. В. Гладенко
- 1960—1962 — Церковь Святого Великомученика Мины. Консервация, раскрытие первоначального декора.

## Публикации
- Архитектура Новгорода в свете последних исследований // Новгород. К 1100-летию города / в соавторстве Л. Е. Красноречьев, Г. М. Штендер, Т. В. Гладенко. — Москва, 1964.
- Шуляк Л. М. Об архитектуре Новгорода: сборник статей / сост. В. А. Ядрышников. — Новгород, 1998. — 54 с.
- Шуляк Л. М. Стихотворения и афоризмы. — Новгород, 1996.

## Награды и премии
- Государственная премия Российской Федерации в области литературы и искусства (1996 — посмертно) — «за возрождение городского ансамбля Великого Новгорода как результат восстановления и реставрации памятников архитектуры XII—XVII веков города и его окрестностей» в составе группы новгородских реставраторов (Л. Е. Красноречьев, Г. М. Штендер, Т. В. Гладенко, Г. П. Липатов, М. А. Никольский, В. Ф. Платонов, Е. А. Стрижов)[Прим 2]
- звание «Почётный гражданин города Новгорода» (1987) — «за большой вклад в дело охраны и реставрации памятников культуры и искусства города, многолетнюю общественную деятельность»[7]
- орден «Знак Почета»
- медаль «Ветеран труда»
- грамоты Президиума Верховного Совета РСФСР, Министерства культуры СССР, Министерства культуры РСФСР

## Память
В 1996 году к 100-летию Шуляк в Новгороде был организованы вечер и приуроченная ему выставка, которую посетила сама Любовь Митрофановна.
После её кончины на фасаде дома по Ильиной улице Новгорода была установлена памятная табличка с текстом: «В этом доме жила Любовь Митрофановна Шуляк (1896—1996), архитектор-реставратор, почётный гражданин Новгорода».
В 2016 году Новгородский музей-заповедник организовал выставку, приуроченную 120-летию Л. М. Шуляк.